# Tsuritama
Tsuritama (つり球) est une série télévisée d'animation japonaise réalisée par Kenji Nakamura et produite par le studio A-1 Pictures. Elle est diffusée initialement du 12 avril au 28 juin 2012 sur Fuji TV au Japon et en simulcast sur Wakanim dans les pays francophones.

## Synopsis
Yuki Sanada est un lycéen qui déménage souvent et a du mal à communiquer avec les autres. Lorsqu'il arrive sur l'île Enoshima, il rencontre Haru, qui lui explique qu'il est un extraterrestre et qu'il doit l'aider à pêcher un poisson. Aidés par Natsuki, qu'on surnomme le prince de la pêche, et plus tard par Akira, ils ont pour mission de sauver Enoshima.

## Personnages

### Personnages principaux
Yuki Sanada (真田 ユキ, Sanada Yuki)
Voix japonaise : Ryōta Ōsaka
Haru (ハル)
Voix japonaise : Miyu Irino
Natsuki Usami (宇佐美 夏樹, Usami Natsuki)
Voix japonaise : Koki Uchiyama
Akira Agarkar Yamada (アキラ・アガルカール・山田, Akira Agarukāru Yamada)
Voix japonaise : Tomokazu Sugita

### Personnages secondaires
Kate (ケイト, Keito)
Voix japonaise : Fumi Hirano
Coco (ココ, Koko)
Voix japonaise : Emiri Katō
Ayumi Inoue (井上 歩, Inoue Ayumi)
Voix japonaise : Daisuke Hosomi
Misaki (海咲)
Voix japonaise : Miina Tominaga
Tamotsu Usami (宇佐美 保, Usami Tamotsu)
Voix japonaise : Shirō Saitō
Sakura Usami (宇佐美 さくら, Usami Sakura)
Voix japonaise : Yui Ogura
Erika Usami (宇佐美 えり香, Usami Erika)
Voix japonaise : Nozomi Yamamoto
Urara (ウララ)
Voix japonaise : Takahiro Sakurai

## Production
La production de Tsuritama est annoncée en janvier 2012. L'anime est produit au sein du studio A-1 Pictures avec une réalisation de Kenji Nakamura, un scénario de Toshiya Ono et des compositions de Kuricorder Quartet. La série est diffusée initialement du 12 avril au 28 juin 2012 sur Fuji TV dans la case-horaire noitaminA, et en simulcast sur Wakanim dans les pays francophones.

## Liste des épisodes
| No | Titre de l’épisode en français | Titre original de l’épisode                    | Date de 1re diffusion |
| -- | ------------------------------ | ---------------------------------------------- | --------------------- |
| 1  | Panique et pêche               | テンパってフィッシング Tenpatte fisshingu      | 12 avril 2012         |
| 2  | Ensemble par dépit             | 悔しくてユニノット Kuyashikute yuni notto      | 19 avril 2012         |
| 3  | Casting en solo                | 寂しくてキャスティング Samishikute kyasutingu  | 26 avril 2012         |
| 4  | Une belle prise dans la colère | ムカついてランディング Muka tsuite randingu    | 3 mai 2012            |
| 5  | Jerking dans le découragement  | へこたれてジャーキング Hekotarete jākingu      | 10 mai 2012           |
| 6  | Splash effrayant               | 戦慄のスプラッシュ Senritsu no supurasshu      | 17 mai 2012           |
| 7  | Countdown douloureux           | 切なくてカウントダウン Setsunakute kauntodaun  | 24 mai 2012           |
| 8  | Défi dans la joie              | 嬉しくてファイティング Ureshikute faitingu     | 31 mai 2012           |
| 9  | Le choc venu des profondeurs   | 衝撃のアンダーウォーター Shōgeki no andāwōtā   | 7 juin 2012           |
| 10 | Notre attirail de pêche        | 俺たちのタックル Oretachi no takkuru           | 14 juin 2012          |
| 11 | Le gros poisson légendaire     | 伝説のビッグフィッシュ Densetsu no biggufisshu | 21 juin 2012          |
| 12 | La pêche des adieux            | さよならのフィッシング Sayonara no fisshingu   | 28 juin 2012          |

## Musique
| Générique | Épisodes | Début                                   | Début      | Fin                                  | Fin               |
| Générique | Épisodes | Titre                                   | Artiste    | Titre                                | Artiste           |
| --------- | -------- | --------------------------------------- | ---------- | ------------------------------------ | ----------------- |
| 1         | 1 – 12   | Tsurezure Monochrome (徒然モノクローム) | FUJIFABRIC | Sora mo Toberu Hazu (空も飛べるはず) | sayonara ponytail |